# Diego Fasolis
Répertoire
Musique baroque
Diego Fasolis, né le 19 avril 1958 à Lugano, est un organiste, chef d'orchestre et chef de chœur suisse.

## Biographie
Il étudie l'orgue, le piano, le chant, la composition et la direction chorale au Conservatoire de Zurich. Il poursuit ses études d'organiste auprès de Gaston Litaize à Paris et l'interprétation de la musique ancienne avec Michael Radulescu à Crémone en Italie. En 1986, il travaille pour la radio italophone de Suisse (Radiotelevisione svizzera di lingua italiana) et, en 1993, devient chef des ensembles instrumentaux et du chœur de l'institution.
Spécialisé dans la musique baroque, il fonde en 1995 l'ensemble Vanitas à Lugano. Trois ans plus tard, il devient le chef de l'ensemble I Barocchisti, dont
Duilio Galfetti est le premier violon.
Outre la direction de ses ensembles, Fasolis est chef invité à La Scala de Milan, au Théâtre des Champs-Élysées de Paris et à l'Opéra de Lausanne.
Au cours des années 1990, il commence à enregistrer des œuvres de nombreux compositeurs baroques pour le label Arts Music, dont le Dixit Dominus de Haendel, le Magnificat et la Passion selon saint Jean de Bach, ainsi que les Vespro della Beata Vergine de Claudio Monteverdi. Il enregistre également pour le label Naxos, notamment le cycle sacré Membra Jesu nostri de Buxtehude. En 2001, il a enregistré avec la mezzo-soprano Guillemette Laurens le Requiem de Saint-Saëns pour le label Chandos (2004). Pour le label Erato, il enregistre en 2009 l'opéra Faramondo de Haendel, puis Farnace de Vivaldi en 2011 et, l'année suivante, il dirige le Concerto Köln et les chanteurs Philippe Jaroussky, Max Emanuel Cenčić, Franco Fagioli et Daniel Behle pour l'enregistrement de l'opéra Artaserse de Leonardo Vinci. Il a également enregistré le Stabat Mater d'Agostino Steffani avec la mezzo-soprano Cecilia Bartoli pour Decca Records.